# Свифт Трејл Џанкшон (Аризона)
Свифт Трејл Џанкшон (енгл. Swift Trail Junction) насељено је место без административног статуса у америчкој савезној држави Аризона.

## Демографија
По попису из 2010. године број становника је 2.935, што је 740 (33,7%) становника више него 2000. године.
| Група             | 2000.         | 2010.         |
| Белци             | 1.250 (56,9%) | 1.401 (47,7%) |
| Афроамериканци    | 127 (5,8%)    | 165 (5,6%)    |
| Азијати           | 48 (2,2%)     | 38 (1,3%)     |
| Хиспаноамериканци | 624 (28,4%)   | 1.164 (39,7%) |
| Укупно            | 2.195         | 2.935         |